# Karl Friedrich Kretschmann
Karl Friedrich Kretschmann (Zittau, 4 de dezembro de 1738 - 15 de janeiro de 1809) foi um poeta, comediante e narrador alemão.